# Rhyacophila kangjongpa
Rhyacophila kangjongpa är en nattsländeart som beskrevs av Schmid 1970. Rhyacophila kangjongpa ingår i släktet Rhyacophila och familjen rovnattsländor. Inga underarter finns listade i Catalogue of Life.